# 津路参汰
津路 参汰（つじ さんた）は、ニトロプラス所属の原画家、イラストレーター。産業経済新聞社が主催する『絵師100人展』に参加している。

## 人物
オーバーパース的な絵を得意とする。『新世紀エヴァンゲリオン』を見たことでアニメーターを志望。専門学校を卒業後、マッドハウスに就職。動画担当であったがイラストを描きたいと考えていたところ、友人がニトロプラスと関わりがあったことから紹介を受け、原画家となる。

## 作品リスト

### 原画
- サバト鍋-Nitro Amusement Disc-（竜†恋（Dra+KoI）、ニトロウォーズ）[2]
- 字祷子D 妖都最速伝説[2]
- すーぱーそに子[2]
- ニトロ+ロワイヤル -ヒロインズデュエル-[2]
- スマガ[2]
- スマガスペシャル[2]
- アザナエル[2]
- 君と彼女と彼女の恋。[4]

### その他
- NITRO SUPER SONIC 2006 オフィシャルブックレット（表紙イラスト）：同イベントの特別編集本[5]
- 新興宗教オモイデ教 外伝（イラスト）：小説[6]
- スマガ（イラスト）：小説[7]
- 魔法少女まどか☆マギカ（予告イラスト、第3話）：TVアニメ[8]
- メガストア（表紙イラスト、2011年1月号 - 12月号）：雑誌
- ギルティクラウン（エンドカード、第8話）：TVアニメ
- 秋葉原電気外祭り 公式ビジュアルブックレット 2011 WINTER（表紙イラスト）
- ダンジョンに出会いを求めるのは間違っているだろうか（エンドカード、第8話）：TVアニメ
- カードファイト!!ヴァンガード（バミューダ△  ガールズロック リオ）:イラスト
- すのはら荘の管理人さん（エンドカード、第7話）：TVアニメ